# Neue Synagoge (Flehingen)
Die Neue Synagoge an der Gochsheimer Straße 14 in Flehingen, einem Stadtteil von Oberderdingen im Landkreis Karlsruhe im nördlichen Baden-Württemberg, wurde 1873/74 errichtet und Ende April 1940 abgebrochen.

## Geschichte

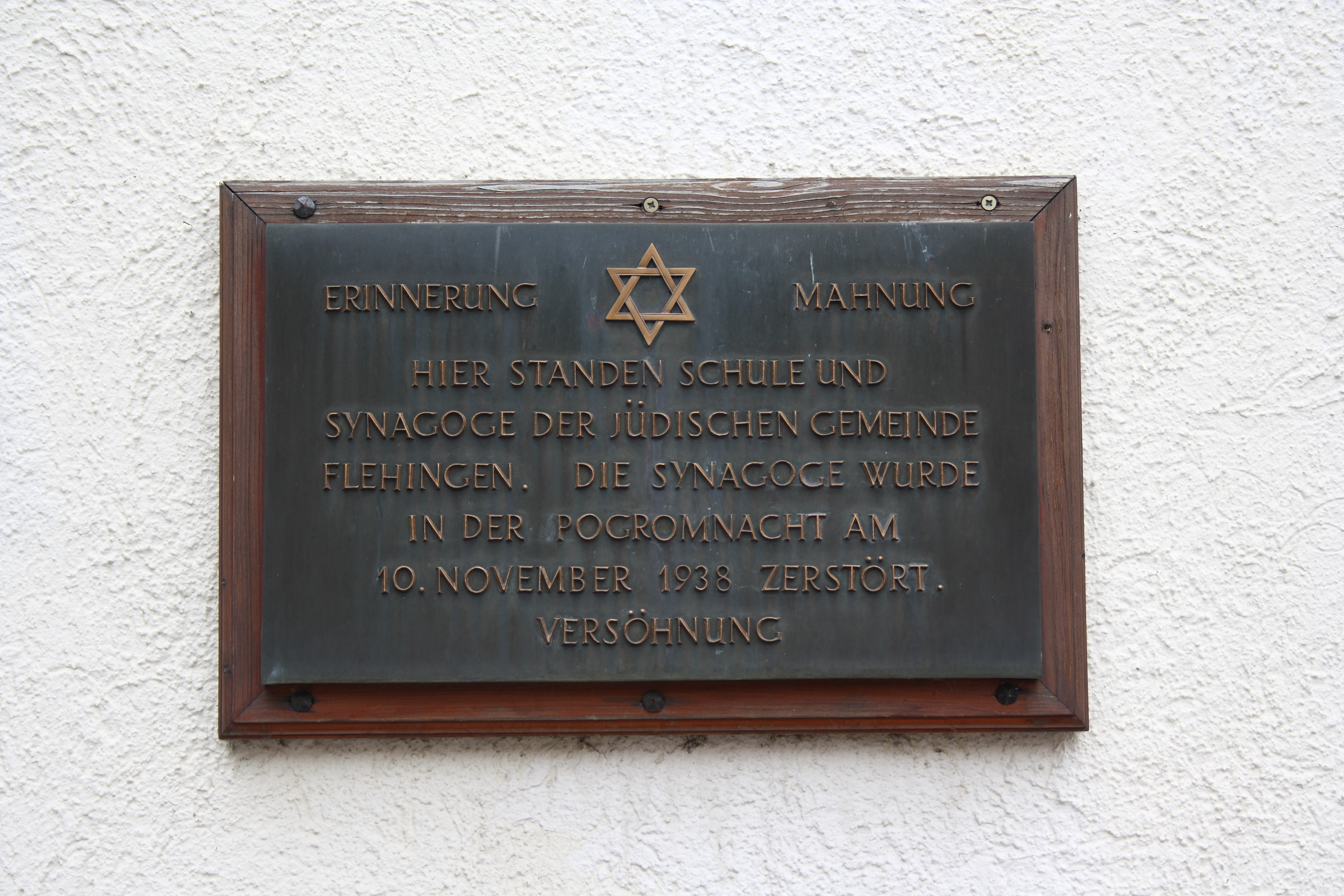
Gedenktafel

Da die alte Synagoge zu klein war, beabsichtigte die Jüdische Gemeinde Flehingen einen Neubau. In einer Gemeindeversammlung im Oktober 1862 wurde mehrheitlich eine jährliche Umlage von 500 Gulden pro Familie für den Neubau einer Synagoge beschlossen. Im Dezember 1872 lagen die Pläne für den Neubau vor, die vom Bezirksamt Bretten genehmigt wurden. Am 1. Mai 1874 wurde die neue Synagoge eingeweiht. 

### Nationalsozialistische Verfolgung
Am Vormittag des 10. November 1938 wurde gegen 9 Uhr die Synagoge von SA- oder SS-Männern in Brand gesteckt. Die Torarollen und alle Einrichtungsgegenstände wurden vernichtet, das Synagogengebäude brannte vollkommen aus.
Einige Monate nach dem Brand wurde das Grundstück mit der Synagogenruine an Privatleute aus Flehingen verkauft, die Ende April 1940 die Reste des Gebäudes abbrechen ließen.

## Pläne der Synagoge (1872)

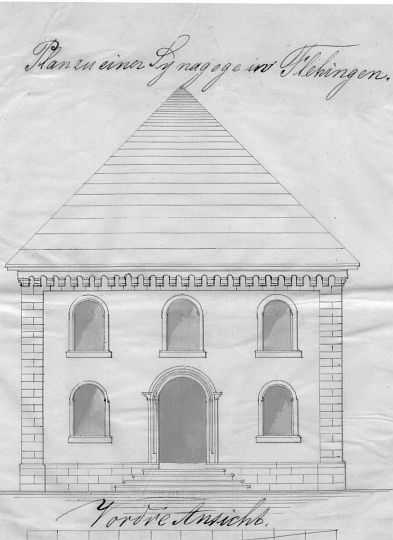
„Plan zu einer Synagoge in Flehingen. Vordere Ansicht.“
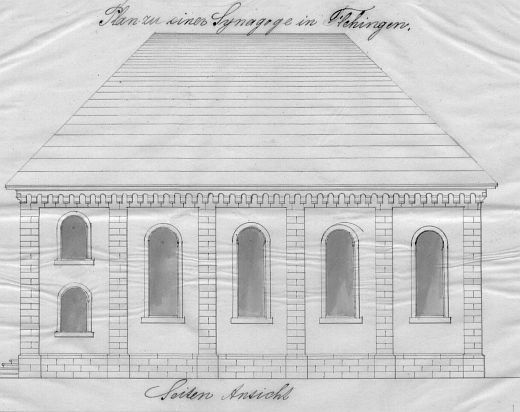
„Plan zu einer Synagoge in Flehingen. Seiten Ansicht.“
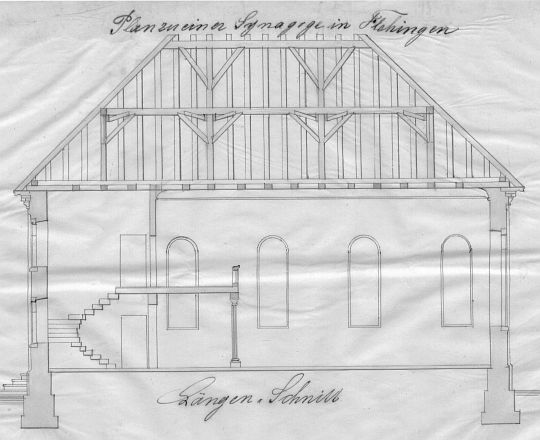
„Plan zu einer Synagoge in Flehingen. Längen-Schnitt.“
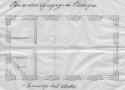
„Plan zu einer Synagoge in Flehingen. Grundriß des I. Stockes“ (gemeint ist das Erdgeschoss)